# Ivan Vreman
Ivan Vreman SJ (in einigen Quellen Ivan Ureman; * 6. Juni 1583 in Split; † 22. April 1620 in Nanchang, Kaiserreich China) war ein kroatischer römisch-katholischer Theologe, Jesuit, Astronom, Physiker, Mathematiker, Missionar und Übersetzer. Seine Arbeit auf dem Gebiet der Astronomie und Mathematik ergänzt und verbessert die Arbeit jener Wissenschaftler der Frühen Neuzeit, die einen mathematischen Ansatz verwendeten, um nach neuen Einblicke und Erkenntnisse zum Verständnis der Realität zu suchen. Seine Aktivitäten stellen auch seine Interessen und Beiträge im breiteren Kontext der Forschung und der wissenschaftlichen Bedingungen und Möglichkeiten zu Beginn des 17. Jahrhunderts dar. Als katholischer Missionar arbeitete er während der ersten Jesuitenmissionen im Fernen Osten, so dass seine Aktivitäten auch aus der Perspektive des Wissensaustauschs und der gesamten Aktivitäten der frühen Vermittler zwischen Europa und Ländern wie China, Japan und Indien betrachtet werden können.

## Leben

### Frühe Jahre
Vreman wurde am 6. Juni 1583 in Split geboren, damals unter venezianischer Herrschaft. Es gibt sehr wenige Informationen über sein frühes Leben. 1600 wurde er nach Rom zum Noviziat der Gesellschaft Jesu geschickt. 1602 begann er sein Studium am Collegium Romanum. Er studierte Naturphilosophie, Mathematik und Astronomie. 1607 schloss er sein Philosophiestudium ab und widmete sich wissenschaftlichen Arbeiten, indem er mit astronomischen Forschungen begann. Sein besonderes Interesse galt dem Studium der Mondfinsternis, das ihn sein ganzes Leben lang beschäftigte. Seine astronomischen Beobachtungen sind in Briefen erhalten, die er mit seinen Professoren und anderen prominenten Gelehrten austauschte. Von 1607 bis 1609 studierte er Theologie.
Da das Teleskop noch nicht verfügbar war, machte Vreman seine Beobachtungen ohne es, führte sie jedoch durch, indem er spezielle Beobachtungs- und methodische Verfahren entwickelte. Er fertigte eine detaillierte Beschreibung der Mondfinsternis an, wie beispielsweise ein Brief belegt, den er am 31. Januar 1609 an den italienischen Astronomen, Kartografen und Mathematiker Magini schickte und dem er eine Beschreibung seiner Beobachtungen beifügte.
1609 verließ er Rom in Richtung Portugal und Spanien mit der Absicht, in den Fernen Osten zu reisen, musste jedoch auf die Abfahrt eines Schiffes warten, das sich für diese lange Reise vorbereitet hatte. Während er wartete, arbeitete er bis 1615 als Professor für Mathematik in Lissabon und am Colegio de los Jesuitas in der Stadt Oropesa in Spanien. Das einzige bekannte Werk, das aus dieser Zeit erhalten geblieben ist, ist sein mathematisches Manuskript Geometriae speculatiuae compendium (Handbuch der spekulativen Geometrie). Aus diesem Manuskript, das er wahrscheinlich zu Lehrzwecken schrieb, lassen sich seine mathematischen Interessen und Einstellungen erkennen.

### Missionsarbeit
1615 unternahm er eine Reise zu einer Jesuitenmission in Goa, Indien, wo er neun Monate blieb. Danach setzte er seine Reise zu einer anderen Jesuitenmission fort, die sich in der portugiesischen Kolonie Macau befand. Diese Kolonie war ein wichtiger Ort an der südlichen Grenze Chinas, da sie für Reisende offen war, im Gegensatz zu China selbst, wo der Zugang fast unzugänglich blieb. Vreman blieb ab 1616 für die nächsten Jahre in Macau und übte dort wissenschaftliche Arbeit aus. Er residierte in der St.-Paulus-Kirche. Dort unterrichtete er auch Mathematik, studierte chinesische Astronomie und übersetzte Werke von Missionaren, die in Japan lebten.

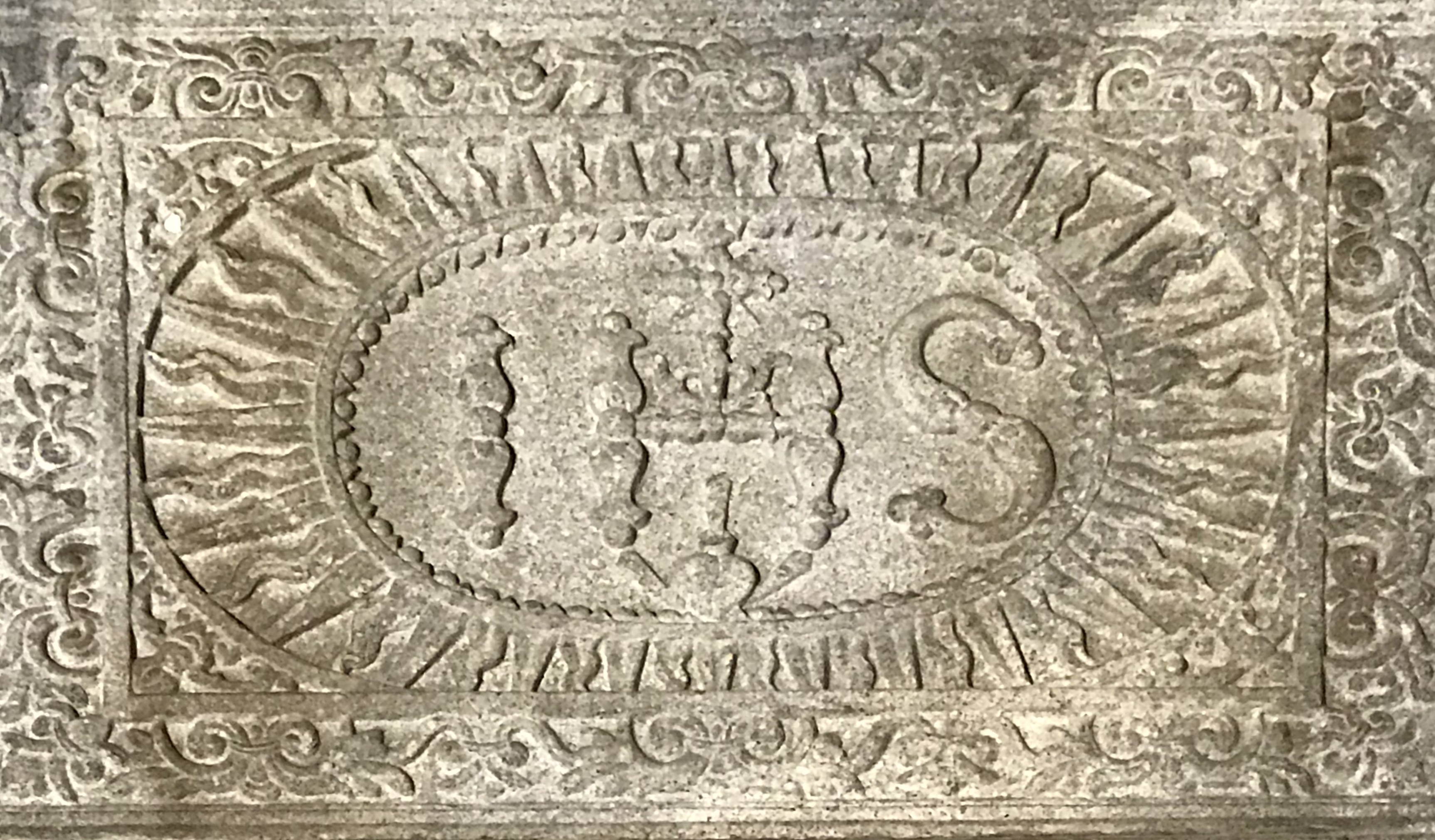
Jesuitensymbol auf den St.-Paulus-Kirche in Macau, wo Vreman von 1616 bis 1619 lebte und arbeitete

Über seine Arbeit und Aktivitäten ist bekannt, dass er Euklids Werk Elemente studierte, das im 4. Jahrhundert v. Chr. mit dem Ziel geschrieben wurde, Grundlagen für die Konstruktion der Geometrie zu legen. Vreman interessierte sich auch besonders für Astronomie, wo er mathematische Kenntnisse in theoretischer und praktischer Arbeit und die euklidische Methodik zur Durchführung astronomischer Beweise benötigte. Mathematik ist in Vremans Arbeit auf dem Gebiet der Astronomie und Kartografie immer präsent. Während seiner Forschung löste er astronomische Probleme mit geplanten Beobachtungen. Anschließend wandte er Mathematik bei der Analyse seiner Ergebnisse an.
Zu den Bereichen, die ihn interessierten, gehörte die Untersuchung der magnetischen Deklination. Damals suchte man nach einer Erklärung, die die Natur der Phänomene sowohl der Deklination als auch der Neigung erklären würde. Mit magnetischen Deklinationen verwandt war Vremans Arbeit zur Bestimmung geografischer Koordinaten. Anhand seiner Beobachtungen stellte er die Unterschiede zwischen der asiatischen und der europäischen Zeit fest und definierte auch die Positionen von Städten wie Goa, Macau und anderen. Er trug zur genauen Bestimmung des Breitengrads von Macau bei, indem er eine der Methoden zur Bestimmung des Breitengrads beherrschte. Da er die geografischen Koordinaten von Orten definierte, kann er als einer der Vorreiter der kroatischen Kartografie angesehen werden.

### Tod in China
1619 gelang es Vreman, heimlich ins Landesinnere Chinas einzureisen. Er unterrichtete weiterhin Mathematik und studierte chinesische Astronomie, da er sein Wissen darüber erweitern, mit der europäischen Astronomie vergleichen und zum Wissenstransfer von einer Tradition zur anderen beitragen wollte. Zu dieser Zeit übersetzte er die Berichte portugiesischer Missionare aus katholischen Missionen in Japan ins Italienische und Latein. Seine Übersetzungen fanden in Europa Anklang und erregten so großes Interesse, dass sie mehrmals in drei anderen europäischen Sprachen nachgedruckt wurden. In China lebte und arbeitete er wie viele andere Missionare im Fernen Osten unter schwierigen Bedingungen. Nach einigen Monate wurde er krank, allmählich sehr erschöpft und mager und starb schließlich am 22. April 1620 in Nanchang im Alter von 36 Jahren. Er wurde im 500 Kilometer entfernten Nanjing begraben, wo es einen Friedhof gab, auf dem bereits verstorbene Priester begraben worden waren.